# می‌خوام آهنگت رو بشنوم
می‌خوام آهنگت رو بشنوم (انگلیسی: I Wanna Hear Your Song؛‏ کره‌ای: 너의 노래를 들려줘) یک مجموعه تلویزیونی محصول کره جنوبی سال ۲۰۱۹ با بازی یون وو جین، کیم سه جونگ، سونگ جه ریم و پارک جی یون است. این مجنوعه از ۵ اوت تا ۲۴ سپتامبر ۲۰۱۹ از کی‌بی‌اس۲ پخش شد.